# Guaíba
Guaíba là một đô thị thuộc bang Rio Grande do Sul, Brasil. Đô thị này có diện tích 376,973 km², dân số năm 2007 là 93217 người, mật độ 247,28 người/km².